# Verordnung (EU) 2020/852 (Taxonomieverordnung)
Die Verordnung (EU) 2020/852 Taxonomie-Verordnung, kurz EU-Taxonomie genannt, Langname Verordnung (EU) 2020/852 des Europäischen Parlaments und des Rates vom 18. Juni 2020 über die Einrichtung eines Rahmens zur Erleichterung nachhaltiger Investitionen und zur Änderung der Verordnung (EU) 2019/2088, ist eine EU-Verordnung, die zum einen Vorgaben für nachhaltige Investitionen definiert und zum anderen die Offenlegungsverordnung ändert.
Die Verordnung enthält die Kriterien zur Bestimmung, ob eine Wirtschaftstätigkeit als ökologisch nachhaltig („taxonomiekonform“) einzustufen ist (Taxonomie), um damit den Grad der ökologischen Nachhaltigkeit einer Investition ermitteln zu können. Sie ist ein zentraler Rechtsakt, der durch Förderung privater Investitionen in grüne und nachhaltige Projekte einen Beitrag zum Europäischen Grünen Deal leisten soll.
Mit der Verordnung werden Finanzmarktteilnehmer, z. B. Investmentfonds, die ein Finanzprodukt als ökologisch vermarkten wollen, verpflichtet, über den Anteil an ökologisch nachhaltigen Investitionen im Sinne der Verordnung in ihrem Portfolio zu berichten. Unternehmen, die zur nicht-finanziellen Berichterstattung unter der Richtlinie 2014/95/EU (sog. CSR-Richtlinie) verpflichtet sind bzw. alle Unternehmen, die neuerdings auch nach CSRD zur Nachhaltigkeitsberichterstattung verpflichtet sind, müssen in ihren Nachhaltigkeitserklärungen Angaben darüber aufnehmen, wie und in welchem Umfang die Tätigkeiten des Unternehmens mit ökologisch nachhaltigen Wirtschaftstätigkeiten verbunden sind.
Die Verordnung wurde vom 24. Mai 2018 bis 22. Juni 2020 vom Europäischen Rat, der Europäischen Kommission und dem EU-Parlament entwickelt.

## Geschichte
Am 25. September 2015 hat die UN-Generalversammlung einen neuen globalen Rahmen zur nachhaltigen Entwicklung verabschiedet: die Agenda 2030 für nachhaltige Entwicklung, deren Kernstück die Ziele für nachhaltige Entwicklung sind.
Die Mitteilung der Kommission vom 22. November 2016 mit dem Titel Auf dem Weg in eine nachhaltige Zukunft verbindet diese Nachhaltigkeitsziele mit dem politischen Rahmen der Union, um sicherzustellen, dass bei allen innen- und außenpolitischen Maßnahmen und Initiativen der Union diese Ziele von Beginn an mitberücksichtigt werden. In seinen Schlussfolgerungen vom 20. Juni 2017 hat der Rat die Entschlossenheit der Union und ihrer Mitgliedstaaten bekräftigt, die Agenda 2030 vollständig, kohärent, umfassend, integrativ und wirksam und in enger Zusammenarbeit mit den Partnern und anderen Akteuren umzusetzen.
Der Übergang zu einer CO2-armen, nachhaltigeren, ressourceneffizienten Kreislaufwirtschaft in Übereinstimmung mit den Zielen für nachhaltige Entwicklung ist für die Sicherung der langfristigen Wettbewerbsfähigkeit der Wirtschaft in der Union von zentraler Bedeutung. Das Übereinkommen von Paris, das am 5. Oktober 2016 von der Union genehmigt wurde und am 4. November 2016 in Kraft getreten ist, zielt darauf ab, entschlossener gegen Klimaänderungen vorzugehen, indem unter anderem die Finanzmittelflüsse mit einem Weg hin zu einer hinsichtlich der Treibhausgase emissionsarmen und einer gegenüber Klimaänderungen widerstandsfähigen Entwicklung in Einklang gebracht werden. Die Neuausrichtung der Kapitalflüsse hin zu einer nachhaltigeren Wirtschaft ist auch Teil des EU-Aktionsplans zur Finanzierung nachhaltigen Wachstums. Ein einheitliches Klassifikationssystem bzw. eine einheitliche Taxonomie innerhalb der EU soll für Klarheit sorgen, welche Tätigkeiten dabei als „nachhaltig“ angesehen werden können.

## Inhalt der Verordnung
In Artikel 1 ist der Gegenstand der Taxonomie-Verordnung geregelt:

„Diese Verordnung enthält die Kriterien zur Bestimmung, ob eine Wirtschaftstätigkeit als ökologisch nachhaltig einzustufen ist, um damit den Grad der ökologischen Nachhaltigkeit einer Investition ermitteln zu können.“

Die Verordnung ist an drei Gruppen gerichtet, die in den anschließenden Artikeln der Verordnung adressiert werden:
- EU-Mitgliedstaaten und die EU selbst
- Finanzmarktteilnehmer, die Finanzprodukte bereitstellen
- Unternehmen, die verpflichtet sind, nichtfinanzielle Erklärungen (z. B. im Rahmen ihrer Jahresberichte) zu veröffentlichen. Dies trifft insbesondere auf europäische Emittenten von Wertpapieren (z. B. Aktien und Renten) zu, die an (europäischen) Kapitalmärkten gehandelt werden.

Wesentliche Inhalte der Taxonomie-Verordnung sind:
1. Gegenstand und Anwendungsbereich (Artikel 1) siehe oben
2. Begriffsbestimmungen (Artikel 2)
3. Kriterien für ökologisch nachhaltige Wirtschaftstätigkeiten (Artikel 3)
4. Anwendung der Kriterien für ökologisch nachhaltige Wirtschaftstätigkeiten bei öffentlichen Maßnahmen, Normen und Kennzeichnungen (Artikel 4), richtet sich an die EU-Mitgliedstaaten und die EU selbst (siehe oben)
5. Transparenz in vorvertraglichen Informationen und regelmäßigen Berichten (Artikel 5–7), richten sich an Finanzmarktteilnehmer (siehe oben)
6. Transparenz in nichtfinanziellen Erklärungen bei Unternehmen (Artikel 8), richtet sich an Emittenten (siehe oben)
7. Umweltziele (Artikel 9), die 6 bekannten Umweltziele der EU
8. Wesentlicher Beitrag zum/zur … (Artikel 10–15), jeweils ein Artikel zu einem in Artikel 9 genannten Umweltziel.
9. Ermöglichende Tätigkeiten (Artikel 16)
10. Erhebliche Beeinträchtigung der Umweltziele (Artikel 17)
11. Mindestschutz (Artikel 18)
12. Anforderungen an technische Bewertungskriterien (Artikel 19)
13. Plattform für ein nachhaltiges Finanzwesen (Artikel 20), die Einrichtung dieser Plattform
14. Zuständige Behörden (Artikel 21)
15. Maßnahmen und Sanktionen (Artikel 22)
16. Ausübung der Befugnisübertragung (Artikel 23)
17. Sachverständigengruppe der Mitgliedstaaten für nachhaltiges Finanzwesen (Artikel 24)
18. Änderung der Verordnung (EU) 2019/2088 (Offenlegungsverordnung) (Artikel 25)
19. Überprüfung (Artikel 26), verpflichtet die EU-Kommission zur regelmäßigen Prüfung der Verordnung
20. Inkrafttreten und Anwendung (Artikel 27)

## Umsetzung

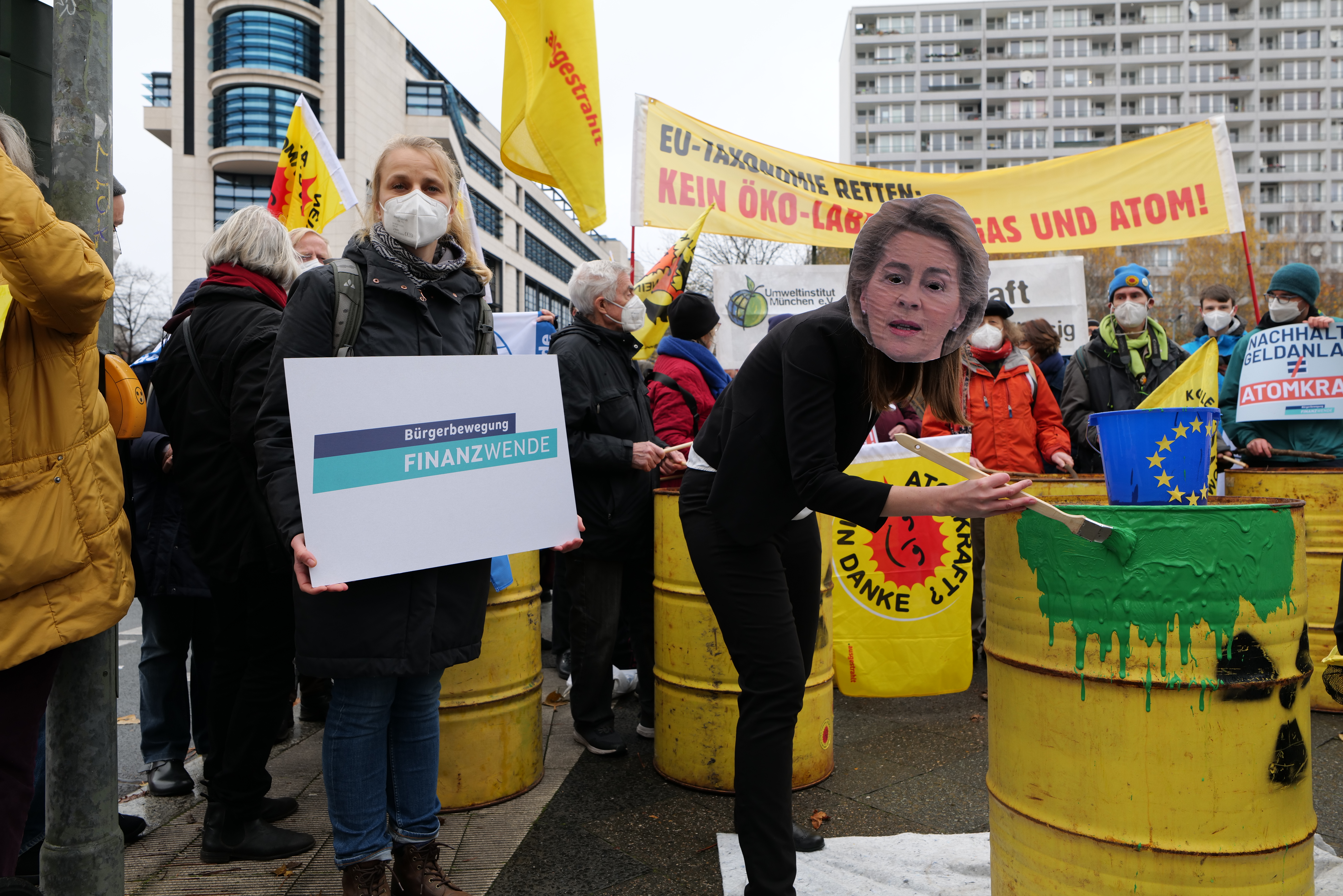
Protestaktion am 18. November 2021 in Berlin mit der Forderung, Erdgas und Kernkraft nicht als nachhaltig einzustufen.

Die Taxonomie-Verordnung trat zwanzig Tage nach Veröffentlichung im Amtsblatt der Europäischen Union in Kraft, also am 12. Juli 2020.
Da eine EU-Verordnung ein „Rechtsakt mit allgemeiner Gültigkeit und unmittelbar Wirksamkeit in den Mitgliedstaaten“ ist, entfällt die Umsetzung in nationales Recht durch die nationalen Gesetzgeber.
Gemäß Artikel 27 ist diese Verordnung in Abhängigkeit von den Umweltzielen (gemäß Artikel 9) wie folgt anzuwenden:
- seit dem 1. Januar 2022 auf Klimaschutz (9 a) und Anpassung an den Klimawandel (9 b)
- seit dem 1. Januar 2023 auf die übrigen Umweltziele, d. h.
  - nachhaltige Nutzung und Schutz von Wasser- und Meeresressourcen (9 c)
  - Übergang zu einer Kreislaufwirtschaft (9 d)
  - Vermeidung und Verminderung der Umweltverschmutzung (9 e)
  - Schutz und Wiederherstellung der Biodiversität und der Ökosysteme (9 f)

Die EU-Kommission wurde durch diese Verordnung beauftragt, delegierte Rechtsakte (also RTS oder ITS) bis zu folgenden Terminen zu erlassen, um technische Bewertungskriterien festzulegen:
- bis zum 31. Dezember 2020 für Klimaschutz (9 a) und Anpassung an den Klimawandel (9 b)
- bis zum 31. Dezember 2021 für die übrigen Umweltziele (9 c-f / siehe oben)

Diese Termine lagen jeweils 1 Jahr vor der jeweiligen Erstanwendung (siehe oben), so dass alle Beteiligten 1 Jahr Zeit für die Umsetzung hatten.
Des Weiteren wollte die EU-Kommission bis zum 1. Juni 2021 einen delegierten Rechtsakt erlassen, der den Emittenten (siehe oben) Inhalt, Darstellung und Methode der Angaben im Sinne von Artikel 8 in nicht-finanziellen Berichten gemäß Richtlinie 2013/34/EU (Bilanz-Richtlinie) erläutert.
Die RTS bzw. ITS referenzieren auf den technischen Bericht und seinen 593 Seiten umfassenden Anhang der TEG (Technical Expert Group) vom 9. März 2020 – häufig EU-Taxonomie genannt. Die jeweils aktuellen technischen Prüfkriterien sind in mehreren der ursprünglichen Verordnung folgenden Verordnungen (auch in deutscher Sprache) veröffentlicht und außerdem (allerdings nur in englischer Sprache) abrufbar auf der Internetseite „EU Taxonomy Navigator“ (taxonomy compass) der EU-Kommission.
Mit der Verordnung (EU)2022/1214 trat am 1. Januar 2023 eine gesonderte Verordnung zur Einstufung von fossilem Gas und Kernkraft in Kraft. Beide Technologien gelten demnach (vorläufig) als taxonomiefähig, sie sind also in dem Katalog der auf Taxonomiekonformität prüfbaren Wirtschaftsaktivitäten enthalten. Sie können aber nur dann auch als taxonomiekonform („nachhaltig“) eingestuft werden, wenn sie die vorgegebenen engen Prüfkriterien erfüllen.
Alle taxonomiefähigen Wirtschaftsaktivitäten müssen anhand der speziell für sie vorgegebenen Prüfkriterien in drei Stufen auf Taxonomiekonformität geprüft werden: 1. Die Aktivität leistet einen positiven Beitrag zu einem oder mehreren der 6 Umweltziele. 2. Die Aktivität schadet keinem der anderen Umweltziele. 3. Die Aktivität hält die vorgegebenen Mindeststandards in Bezug auf Menschenrechte ein. Nur wenn alle drei Stufen mit positivem Ergebnis durchlaufen werden, gilt die Aktivität als taxonomiekonform.
Im Ergebnis müssen Nicht-Finanzunternehmen dann den Anteil des taxonomiekonformen Umsatzes am Gesamtumsatz des Unternehmens ausweisen sowie den Anteil der taxonomiekonformen Investitionsausgaben und den Anteil der taxonomiekonformen Betriebsausgaben.